# Psaenythia rubripes
Psaenythia rubripes là một loài Hymenoptera trong họ Andrenidae. Loài này được Friese mô tả khoa học năm 1908.